# 平井久
平井 久（ひらい ひさし、1928年8月10日 - 1993年3月12日）は、日本の心理学者。元上智大学教授。

## 来歴・人物
1953年、早稲田大学第一文学部心理学専修卒。同大学院文学研究科博士課程満期退学。1965年、「回避行動の実験的分析」にて文学博士（早稲田大学）号を取得。行動病理学、バイオフィードバック法などを専門領域とし、この領域の最新動向を日本に紹介し続けた。1993年3月、上智大学教授在職中に急死。平井信義（児童精神科医、小児科医、大妻女子大学名誉教授）は実兄。

## 論文・予稿・寄稿文
- 平井久「シロネズミの反応固定現象」『心理学研究』第26巻第5号、日本心理学会、1956年、304-310頁、doi:10.4992/jjpsy.26.304、ISSN 0021-5236、NAID 130002013081。
- 平井久, 春木豊, 酒井誠「回避行動に関する研究」『心理学研究』第32巻第4号、日本心理学会、1961年、232-253頁、doi:10.4992/jjpsy.32.232、ISSN 0021-5236、NAID 130002011965。
- 平井久, 春木豊「シロネズミの回避反応の消去に及ぼすトランキライザーの効果」『心理学研究』第31巻第5号、日本心理学会、1961年、306-310頁、doi:10.4992/jjpsy.31.306、ISSN 0021-5236、NAID 130002012162。
- 服部清, 平井久, 貞閑紀子「421 概念構成の研究(II) : 正・負インスタンス配合の効果(4 学習・思考)」『日本教育心理学会総会発表論文集』第6巻、日本教育心理学会、1964年、142-143頁、doi:10.20587/pamjaep.6.0_142、ISSN 2189-5538、NAID 110008124367。
- 服部清, 平井久「435 概念構成の研究(III) : 概念発達の弁別学習の移調に及ぼす影響」『日本教育心理学会総会発表論文集』第7巻、日本教育心理学会、1965年、166-167頁、doi:10.20587/pamjaep.7.0_166、ISSN 2189-5538、NAID 110001878665。
- 林庸二, 平井久「316 言語行動の条件づけに関する一研究(I) : 大学生を被験者にした場合(b.記憶学習,3.学習心理)」『日本教育心理学会総会発表論文集』第8巻、日本教育心理学会、1966年、170-171頁、doi:10.20587/pamjaep.8.0_170、ISSN 2189-5538、NAID 110008124577。
- 平井久, 林庸二「317 言語行動の条件づけに関する研究(II) : 幼児・児童を被験者にした場合(b.記憶学習,3.学習心理)」『日本教育心理学会総会発表論文集』第8巻、日本教育心理学会、1966年、172-173頁、doi:10.20587/pamjaep.8.0_172、ISSN 2189-5538、NAID 110008124578。
- 平井久「2. 行動療法ならびに行動変容の学習理論的基礎づけとその適用(行動療法)」『精神身体医学』第11巻第2号、日本心身医学会、1971年4月、84-86頁、ISSN 05593182、NAID 110001115461。
- 平井久「攻撃行動の諸学説 (攻撃・逃避・適応(特集))」『心理学評論』第14巻第1号、心理学評論刊行会、1971年6月、28-42頁、ISSN 03861058、NAID 40001978941。
- 平井久「心身症と学習効果」『精神身体医学』第12巻第4号、日本心身医学会、1972年8月、214頁、ISSN 05593182、NAID 110001115548。
- 平井久「バイオフィードバック」『医用電子と生体工学』第14巻第4号、日本生体医工学会、1976年、279-288頁、doi:10.11239/jsmbe1963.14.279、ISSN 0021-3292、NAID 130004326122。
- 津田彰, 石川中, 平井久「スモン病患者への末梢皮膚温バイオフィードバック訓練の1適用例」『心身医学』第18巻第2号、日本心身医学会、1978年、175-182頁、doi:10.15064/jjpm.18.2_175、ISSN 0385-0307、NAID 110001126084。
- 津田彰, 平井久「動物における外傷の対処不可能性と胃損傷の発生」『心理学評論』第21巻第2号、心理学評論刊行会、1978年、144-165頁、doi:10.24602/sjpr.21.2_144、ISSN 0386-1058、NAID 130007688310。
- 平井久/津田彰「回避行動に関する最近の諸問題と諸学説」『上智大学心理学年報』第2号、上智大学心理学科、1978年3月、31-55頁、ISSN 0387849X、NAID 120005879780。
- 平井久/小野道郎「筋活動の学習と知覚の研究に関する最近の動向：バイオフィードバック法の適用」『上智大学心理学年報』第4号、上智大学心理学科、1980年3月、27-35頁、ISSN 0387849X、NAID 120005879835。
- 小野道郎, 平井久, 田中ネリダ, 広田昭久「末梢皮膚温の制御訓練に伴う生理学的反応のパターニング : 試験的研究」『バイオフィードバック研究』第10巻、日本バイオフィードバック学会、1983年、12-13頁、doi:10.20595/jjbf.10.0_12、ISSN 0386-1856、NAID 110003161636。
- 平井久, 廣田昭久, 岩橋俊哉「バイオフィードバック基礎研究における最近の動向：HR,EMG,STとEEGαの文献より」『上智大学心理学年報』第11号、上智大学心理学科、1987年3月、39-51頁、ISSN 0387849X、NAID 120005879888。
- 平井久「健康,ストレス,免疫に関する研究の分類と文献目録」『上智大学心理学年報』第14号、上智大学心理学科、1990年、17-27頁、ISSN 0387849X、NAID 120005879907。
- 大芦治, 平井久「学習性無力感に関する帰属理論についての研究」『心理学評論』第35巻第2号、心理学評論刊行会、1992年、175-200頁、doi:10.24602/sjpr.35.2_175、ISSN 0386-1058、NAID 110000240433。
- 大芦治, 平井久「抑うつの素質―ストレス・モデルの実験的研究」『健康心理学研究』第5巻第2号、日本健康心理学会、1992年、24-31頁、doi:10.11560/jahp.5.2_24、ISSN 0917-3323、NAID 130005086605。
- 平井久「心理的ストレスと対処反応」『日本臨床麻酔学会誌』第13巻第2号、日本臨床麻酔学会、1993年、105-114頁、doi:10.2199/jjsca.13.105、ISSN 0285-4945、NAID 130003580924。